# Marcel Sisniega
Marcel Sisniega Campbell (Cuernavaca, Morelos, México, 28 de julio de 1959 - Veracruz, México, 19 de enero de 2013) fue un director de cine, guionista, periodista, novelista y Gran Maestro Internacional de ajedrez mexicano.

## Biografía
En su juventud, cursó la carrera de Realización Fílmica en el Centro de Capacitación Cinematográfica, en México, D. F. Además, a los 16 años logró convertirse en campeón nacional de ajedrez de México, logro que consiguió en nueve ocasiones. Alcanzó el título de Maestro Internacional en 1977 y fue el segundo mexicano en obtener el título de Gran Maestro Internacional de la FIDE en 1992 después del yucateco  Carlos Torre Repetto.
En 1996 debutó en la industria cinematográfica con la realización del cortometraje La cruda de Cornelio. A finales de ese año fue guionista y director su primer largometraje, Libre de culpas, que obtuvo el premio del Mejor Largometraje en San Juan Cinemafest, en San Juan de Puerto Rico, en 1997; y el Ariel a la Mejor Fotografía y al Mejor Tema Musical en 1998. Además, participó en un festival en Toronto, Canadá.
Sobre la ópera prima de Marcel Sisniega se menciona: 

Es un intenso ejercicio de cumplido realismo social pese al obvio bajo presupuesto del Instituto de Cultura de Morelos y el Instituto Mexicano de Cinematografía (IMCINE), una dura vivisección de la familia tradicional como institución menguante y vivamente desgastada, corroída, es un sobrio retrato fiel de la decadencia familiar mexicana que para ponerse al día y certificarse no necesita recurrir a las grotescas sordideces facistamorales de Ripstein ni a los oralretorcimientos rebuznantes de Garciadiego, una historia aparente que deja traslucir verdaderas acendradas irresolubles impenitentes problemáticas juveniles (conteniendo sin escándalo ni énfasis desnudeces y agravios y situaciones de explícita actividad sexual), un cuento moral a la Rohmer sorprendentemente preciso entre la concreción de los personajes palpitantes de miedo o de valentía y la abstracción literaria pura/impura
Cinelunes Exquisito, Sisniega y la culpa-fénix. Por Jorge Ayala Blanco, El Financiero, Lunes 9 de agosto de 1999. P. 96

En 1987, escribe las novelas Anda suelto un Befo y Crónica personal de un torneo de ajedrez. Además, su novela Eliseo Zapata es adaptada al cine por Martín Salinas en el largometraje Un embrujo, dirigido por Carlos Carrera en 1998.
Volvió al cine en 2001 con la película Una de dos. Esta recibió el premio La Perla del Pacífico en el Festival Internacional de Cine de Mazatlán como mejor cinta por la crítica especializada, que encabezó el maestro y crítico de cine Jorge Ayala Blanco.
Falleció el 20 de enero de 2013 debido a un accidente cerebrovascular a los 53 años, un par de horas después de haber asistido a la clausura del Festival Mundial de Cine Extremo "San Sebastián de Veracruz" donde recibió un Reconocimiento por su intensa labor en la difusión, formación y desarrollo del Cine Veracruzano así como el Premio Especial del Jurado por su película "La Cadenita".